# فاليري ليونوف
فاليري ليونوف (بالروسية: Леонов, Валерий Викторович)‏ هو لاعب كرة قدم روسي في مركز الوسط، ولد في 17 سبتمبر 1980 في موسكو في روسيا. لعب مع إف سي موسكو وتوم تومسك ودينامو بارنول وسيبير نوفوسيبيريسك ونادي أحمد غروزني.

## وصلات خارجية
- فاليري ليونوف على موقع قاعدة بيانات كرة القدم.إي يو (الإنجليزية)
- فاليري ليونوف على موقع Soccerway.com (الإنجليزية)